# 马切伊·奇若维奇
马切伊·奇若维奇（波蘭語：Maciej Czyżowicz，1962年1月28日—），波兰男子现代五项运动员。他曾获得1992年夏季奥运会现代五项比赛男子个人金牌。他也参加了1988年和1996年夏季奥运会。